# Antiesenhofen
Antiesenhofen là một đô thị thuộc huyện Ried im Innkreis thuộc bang Oberösterreich, Áo. Đô thị Antiesenhofen có diện tích 8,6 km², dân số thời điểm năm 2006 là 1093 người.